# Maghull
Maghull é uma vila e paróquia civil do Borough Metropolitano de Sefton, em Merseyside, Inglaterra. Ela fica ao norte da cidade de Liverpool e sul de Ormskirk em West Lancashire. Maghull com o passar do tempo uniu-se com a aldeia vizinha de Lydiate e do lado leste da vila está a aldeia chamada Kennessee Green e a aldeia de Moss Side que contém a prisão HMP Kennet e o Ashworth Hospital.
Maghull tinha uma população de 22225 pessoas no censo de 2001.  Com o passar do século XX ela se tornou quase que completamente um povoado de alojamentos isolados ou semi-isolados, servindo como uma cidade dormitório para Liverpool.
Historicamente em Lancashire, a vila tem um corpo de representantes eleitos desde o Local Government Act 1894 (Ato do Governo Local de 1894) quando o governo estabeleceu uma rede de governança local pela Inglaterra.  Após o Local Government Act 1974 (Ato do Governo Local de 1974), o conselho mudou o seu nome de paróquia para conselho.